# Ígor Grivennikov
Ígor Grivennikov   (Moscou, 11 de juliol de 1952) és un nedador rus, ja retirat, especialista en estil lliure, que va competir sota bandera de la Unió Soviètica durant la dècada de 1970.
El 1972 va prendre part en els Jocs Olímpics d'Estiu de Múnic, on va disputar cinc proves del programa de natació. Fent equip amb Vladimir Bure, Viktor Mazanov i Viktor Aboimov guanyà la medalla de plata en els 4x100 metres lliures. En els 4x200 metres lliures guanyà la medalla de bronze, en aquesta ocasió formant equip amb Bure, Mazanov i Georgi Kulikov. En els 4x100 metres estils fou quart, en els 100 metres esquena cinquè i en els 100 metres lliures sisè.
En el seu palmarès també destaca una medalles de plata al Campionat del Món de natació de 1973 i quatre campionats nacionals de la URSS: 200 metres lliures (1972), 100 metres esquena (1970 a 1972), 4x100 metres lliures (1973 i 1975) i 4x100 metres estils (1973).
Llicenciat en bioquímica per la Universitat Estatal de Moscou, és membre de la Societat Americana de Neurociències, de la Societat Russa de Bioquímica i Biologia Molecular, autor d'una cinquantena d'articles científics i de quatre patents. Des del 1987 treballa a l'Institut de Genètica Molecular de l'Acadèmia Russa de Ciències, del qual és el cap de laboratori.